# 伊勢原市立大田小学校
伊勢原市立大田小学校（いせはらしりつ おおたしょうがっこう）は、神奈川県伊勢原市下谷にある公立小学校。

## 沿革
出典
- 1872年（明治5年）-上谷小学校として開校する
- 1873年（明治6年）-憧昌寺に移転し、下谷小学校と改称する
- 1879年（明治12年）-上谷村に移転し、政簣学校と改称する
- 1888年（明治21年）-下平間村と合併し大田村になる
- 1892年（明治25年）6月1日-尋常大田村小学校と改称する
- 1895年（明治28年）10月-高等科を併置する
- 1914年（大正3年）3月10日-下谷1479に移転、開校記念日とする
- 1922年（大正11年）2月11日-校旗を制定する
- 1923年（大正12年）4月1日-大田尋常高等小学校と改称する
- 1929年（昭和4年）4月30日-校地拡張及び、校舎、行動が竣工
- 1941年（昭和16年）4月1日-中都大田村国民学校と改称する
- 1947年（昭和22年）4月1日-中都大田村立大田小学校と改称する
- 1954年（昭和29年）12月1日-中都伊勢原町立大田小学校と改称する
- 1963年（昭和38年）12月1日-校歌を制定する
- 1971年（昭和46年）3月1日-伊勢原市立大田小学校と改称する
- 1972年（昭和47年）8月3日-プール竣工
- 1974年（昭和49年）3月1日-創立100周年記念式典・記念碑建立
- 1975年（昭和50年）
  - 2月21日-校地拡張（9,223m²〜14,100m²）
  - 3月8日-西校舎竣工
- 1979年（昭和54年）
  - 4月1日-障害児学級を設置する
  - 10月24日-国際児童年にちなんでメッセージ作成（タイムカプセル）
- 1981年（昭和56年）3月17日-本校校舎、屋内運動場、給食棟竣工
- 1984年（昭和59年）9月19日-「ふるさとを学ぶ」岩石園が完成する
- 1993年（平成5年）
  - 7月1日-コミュニティーの開設（市、子育て支援課）
  - 9月26日-創立120周年記念運動会。校章制作
- 1994年（平成6年）4月1日-情緒障害児学級を設置する
- 2000年（平成12年）12月20日-給食用生ゴミ処理機設置
- 2001年（平成13年）
  - 2月23日-体育小屋、防災備蓄倉庫の移設・フェンス等の完了
  - 5月20日-タイムカプセル開封
  - 9月5日-給食用食器を強化磁気食器に変更
- 2002年（平成14年）3月25日- 門の改修工事完了
- 2004年（平成16年）9月-旧校舎耐震工事完了
- 2005年（平成17年）9月-新校舎耐震工事、給食室天井張替え完了
- 2006年（平成18年）8月-体育館天井アスペスト撤去工事完了
- 2009年（平成21年）
  - 3月19日-暗渠排水工事に伴う遊具設置・門の改修工事完了、岩石園撤去
  - 9月-体育館耐震工事、1期校舎トイレ改修工事完了
- 2010年（平成22年）3月-給水管改修工事完了
- 2013年（平成25年）
  - トイレ洋式化完了
  - 9月-旧校舎改修工事完了
  - 11月16日-創立140周年記念式典
- 2014年（平成26年）
  - 4月-職員トイレ改修
  - 6月-教室壁掛け扇風機設置
- 2015年（平成27年）4月1日-病弱特別支援学級を設置する
- 2019年（令和元年）
  - 7月6日-自転車安全教室　県大会
  - 9月27日-エアコン設置完了
- 2020年（令和2年）3月2日〜5月31日-新型コロナウイルス感染症拡大防止に伴い臨時休業
- 2021年（令和3年）
  - 4月-ひとり一台　タブレット導入
  - 10月5日-北棟　トイレ改修

## 通学地域
出典
- 下糟屋の一部(字長尾縄並びに同又口及び同下砂田の一部)
- 沼目の一部(小田急線以南。ただし、沼目185～190、1682～1684、1693～1696を除く。)
- 沼目1丁目〜7丁目
- 上平間の一部(都市計画街路西富岡馬渡線(建設省告示第1,752号昭和32年12月26日決定
- 建設省告示第411号昭和39年3月7日追加変更及び廃止)の以西を除く。)
- 下平間の一部(都市計画街路西富岡馬渡線(建設省告示第1,752号昭和32年12月26日決定
- 建設省告示第411号昭和39年3月7日追加変更及び廃止)の以西を除く。
- 上谷
- 下谷
- 小稲葉

## 交通
出典
自動車
- 国道246号線・市役所入口交差点を平塚方面に入る。
- そのまま（約1.4km）進み、沼目交差点を左折。
- 道なりに（約1.3km）進み、小田原厚木道路陸橋を越えてすぐ。

バス
- 小田急小田原線伊勢原駅南口3番乗り場から、神奈川中央交通バスに乗車。
- 大田小学校前バス停で降車（所要時間　約10分）。

## 進学先
出典
- 伊勢原市立伊勢原中学校 - 下糟屋以外の地区から通う児童の進学先
- 伊勢原市立中沢中学校 - 下糟屋地区から通う児童の進学先